# Zaza Zazirov
Zaza Dіanozovych Zazirov –en ucraniano, Заза Діанозович Зазіров– (Gori, 25 de abril de 1972) es un deportista ucraniano de origen georgiano que compitió en lucha libre.
Participó en dos Juegos Olímpicos de Verano, obteniendo una medalla de bronce en Atlanta 1996, en la categoría de 68 kg, y el 11.º lugar en Sídney 2000.
Ganó dos medallas en el Campeonato Mundial de Lucha, plata en 1998 y bronce en 1997, y cinco medallas en el Campeonato Europeo de Lucha entre los años 1993 y 1999.

## Palmarés internacional
| Juegos Olímpicos   | Juegos Olímpicos         | Juegos Olímpicos  | Juegos Olímpicos |
| Año                | Lugar                    | Medalla           | Categoría        |
| ------------------ | ------------------------ | ----------------- | ---------------- |
| 1996               | Atlanta (Estados Unidos) | Medalla de bronce | 68 kg            |
| Campeonato Mundial |                          |                   |                  |
| Año                | Lugar                    | Medalla           | Categoría        |
| 1997               | Krasnoyarsk (Rusia)      | Medalla de bronce | 69 kg            |
| 1998               | Teherán (Irán)           | Medalla de plata  | 69 kg            |
| Campeonato Europeo |                          |                   |                  |
| Año                | Lugar                    | Medalla           | Categoría        |
| 1993               | Estambul (Turquía)       | Medalla de oro    | 68 kg            |
| 1996               | Budapest (Hungría)       | Medalla de bronce | 68 kg            |
| 1997               | Varsovia (Polonia)       | Medalla de bronce | 69 kg            |
| 1998               | Bratislava (Eslovaquia)  | Medalla de plata  | 69 kg            |
| 1999               | Minsk (Bielorrusia)      | Medalla de oro    | 69 kg            |